# Podgornoje (Kaliningrad, Tschernjachowsk)
Podgornoje (russisch Подгорное, deutsch Wiepeningken, 1928–1947 Staatshausen, litauisch Vypininkai) ist ein Ort in der russischen Oblast Kaliningrad. Er gehört zur kommunalen Selbstverwaltungseinheit Stadtkreis Tschernjachowsk im Rajon Tschernjachowsk.

## Geographische Lage
Podgornoje liegt 16 Kilometer westlich des Rajonszentrums Tschernjachowsk (Insterburg) an der Föderalstraße A229 (einstige deutsche Reichsstraße 1, heute auch Europastraße 28). Innerorts endet eine Nebenstraße, die von Nowostrojewo (Trempen) über Swoboda (Jänischken/Jänichen) hierher führt. Die nächste Bahnstation ist Meschduretschje (Norkitten) an der Bahnstrecke Kaliningrad–Tschernyschewskoje (Königsberg–Eydtkuhnen/Eydtkau) – einem Teilstück der früheren Preußischen Ostbahn – zur Weiterfahrt nach Litauen und in das russische Kernland.

## Geschichte
Das damals Wypenik genannte Dorf erfuhr seine Gründung im Jahre 1376. Am 27. Juni 1721 kaufte Fürst Leopold von Anhalt-Dessau das Gut Wiepeningken. Der Ort zählte im Jahre 1815 313 Einwohner. Durch die Freistellung der Bauern wurde Wiepeningken 1822/24 ein Bauerndorf und befand sich nicht mehr in fürstlichem Besitz. Während der Zeit bis 1845 kaufte der Anhaltinisch-Dessauische Fürst sieben Bauerngrundstücke in Wiepeningken, die er seinem Gut in Paradeningken (1938–1945: Paradefeld, heute russisch: Trjochdworka) zuschlug. Im Jahre 1871 lag die Zahl der Einwohner bei 709.
Im Jahre 1874 wurde Wiepeningken in den neu errichteten Amtsbezirk Groß Bubainen (1930 in „Amtsbezirk Waldhausen“ umbenannt, heute russisch: Bereschkowskoje) eingegliedert, der bis 1945 zum Kreis Insterburg im Regierungsbezirk Gumbinnen der preußischen Provinz Ostpreußen gehörte. Im Jahre 1910 waren in Wiepeningken mit dem dazugehörigen Wohnplatz Forsthaus Kirschland (heute nicht mehr existent) 518 Einwohner registriert.
Am 30. September 1928 wurde der schon erwähnte Gutsbezirk Paradeningken, bisher dem Amtsbezirk Norkitten (heute russisch: Meschduretschje) zugehörig, in die Landgemeinde Wiepeningken eingemeindet, die am gleichen Tage in „Staatshausen“ umbenannt wurde. Die Gesamteinwohnerzahl betrug im Jahre 1933 518 und stieg bis 1939 auf 544.
In Folge des Zweiten Weltkrieges kam Staatshausen 1945 mit dem nördlichen Ostpreußen zur Sowjetunion. 1947 erhielt der Ort die russische Bezeichnung Podgornoje und wurde gleichzeitig in den Dorfsowjet Bereschkowski selski Sowet im Rajon Tschernjachowsk eingeordnet. Von 2008 bis 2015 gehörte Podgornoje zur Landgemeinde Swobodnenskoje selskoje posselenije und seither zum Stadtkreis Tschernjachowsk.

## Kirche
Die überwiegend evangelische Bevölkerung Wiepeningkens resp. Staatshausens war bis 1945 in das Kirchspiel der Kirche Norkitten (heute russisch: Meschduretschje) eingepfarrt. Es war Teil des Kirchenkreises Insterburg (Tschernjachowsk) in der Kirchenprovinz Ostpreußen der Kirche der Altpreußischen Union. 
Heute liegt Podgornoje erneut im Einzugsbereich einer in den 1990er Jahren neu entstandenen evangelisch-lutherischen Gemeinde in Meschduretschje (Norkitten), jetzt aber innerhalb der Kirchenregion Tschernjachowsk (Insterburg) in der Propstei Kaliningrad der Evangelisch-lutherischen Kirche Europäisches Russland eingegliedert.